# San Nicolás (Suma)
San Nicolás es una localidad, comisaría del municipio de Suma en el estado de Yucatán localizado en el sureste de México.

## Toponimia
El nombre (San Nicolás) hace referencia a Nicolás de Bari.

## Demografía
Según el censo de 2005 realizado por el INEGI, la población de la localidad era de 22 habitantes, de los cuales 11 eran hombres y 11 eran mujeres.
| 150                         | 285 | 153 | 156 | 140 | 157 | 165 | 152 | 117 | 50 | 40 | 47 | 22 |
| (Fuente: INEGI [Consultar]) |     |     |     |     |     |     |     |     |    |    |    |    |

## Galería

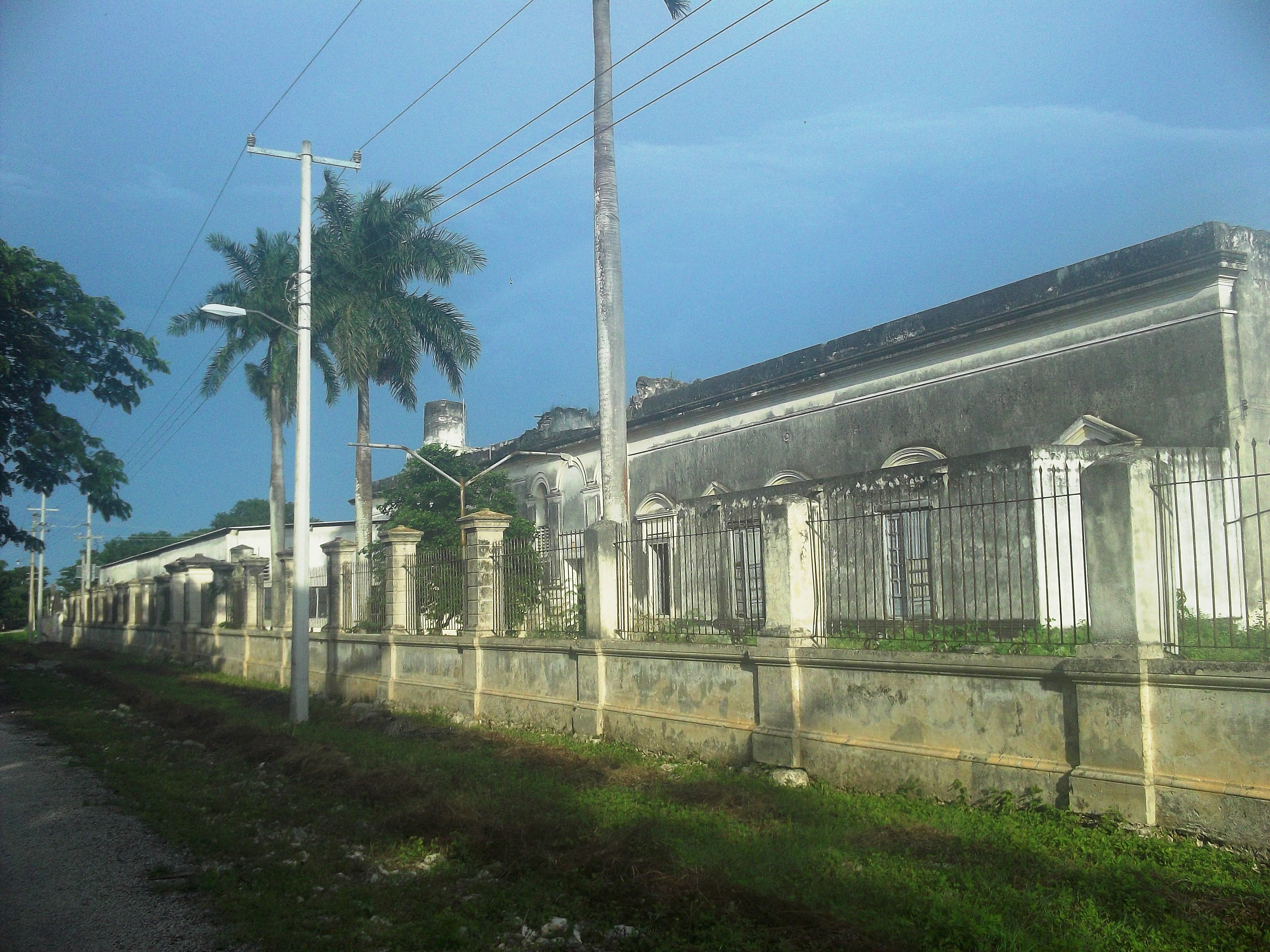
Vista de San Nicolás.
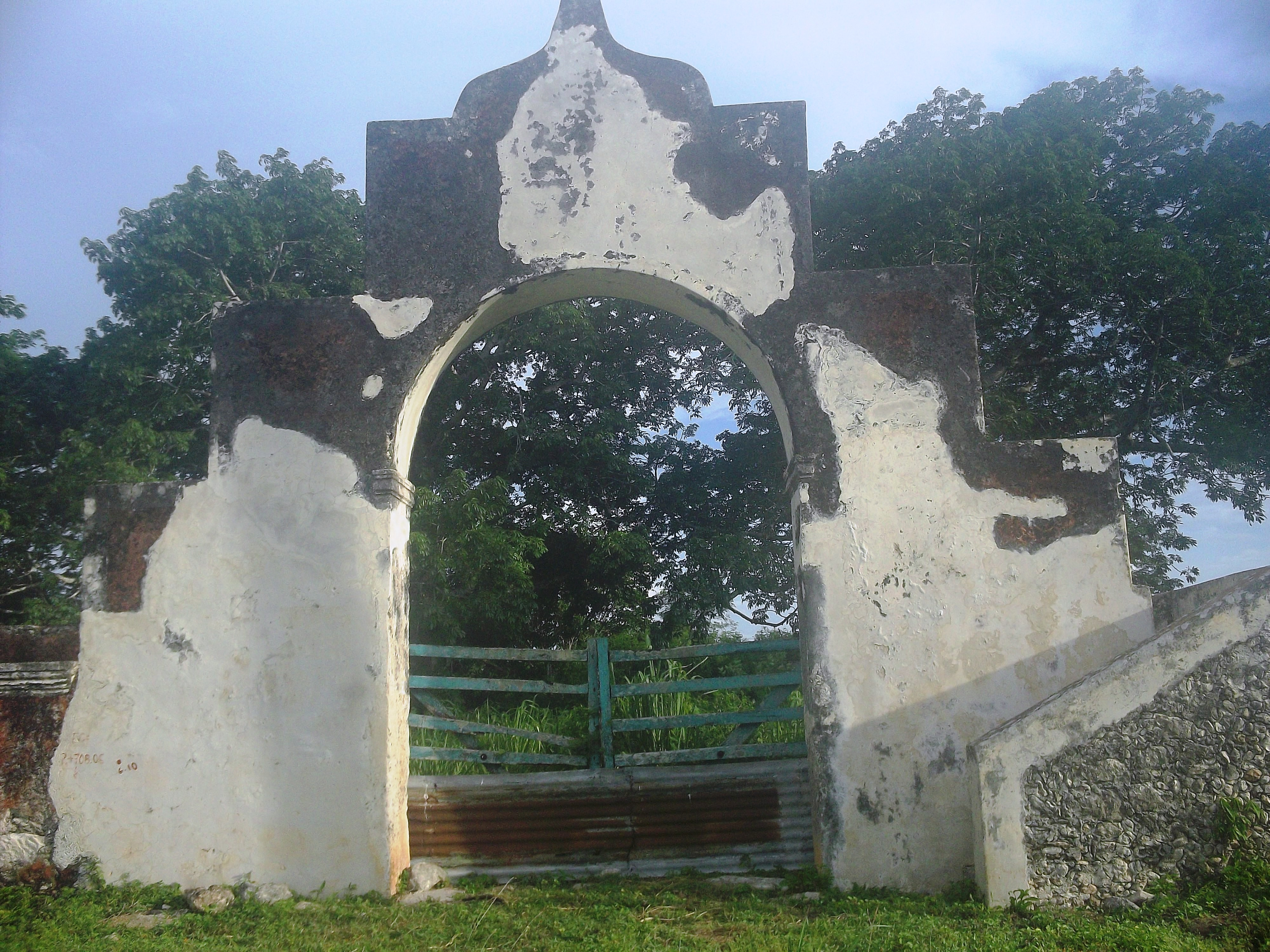
Arco de San Nicolás.
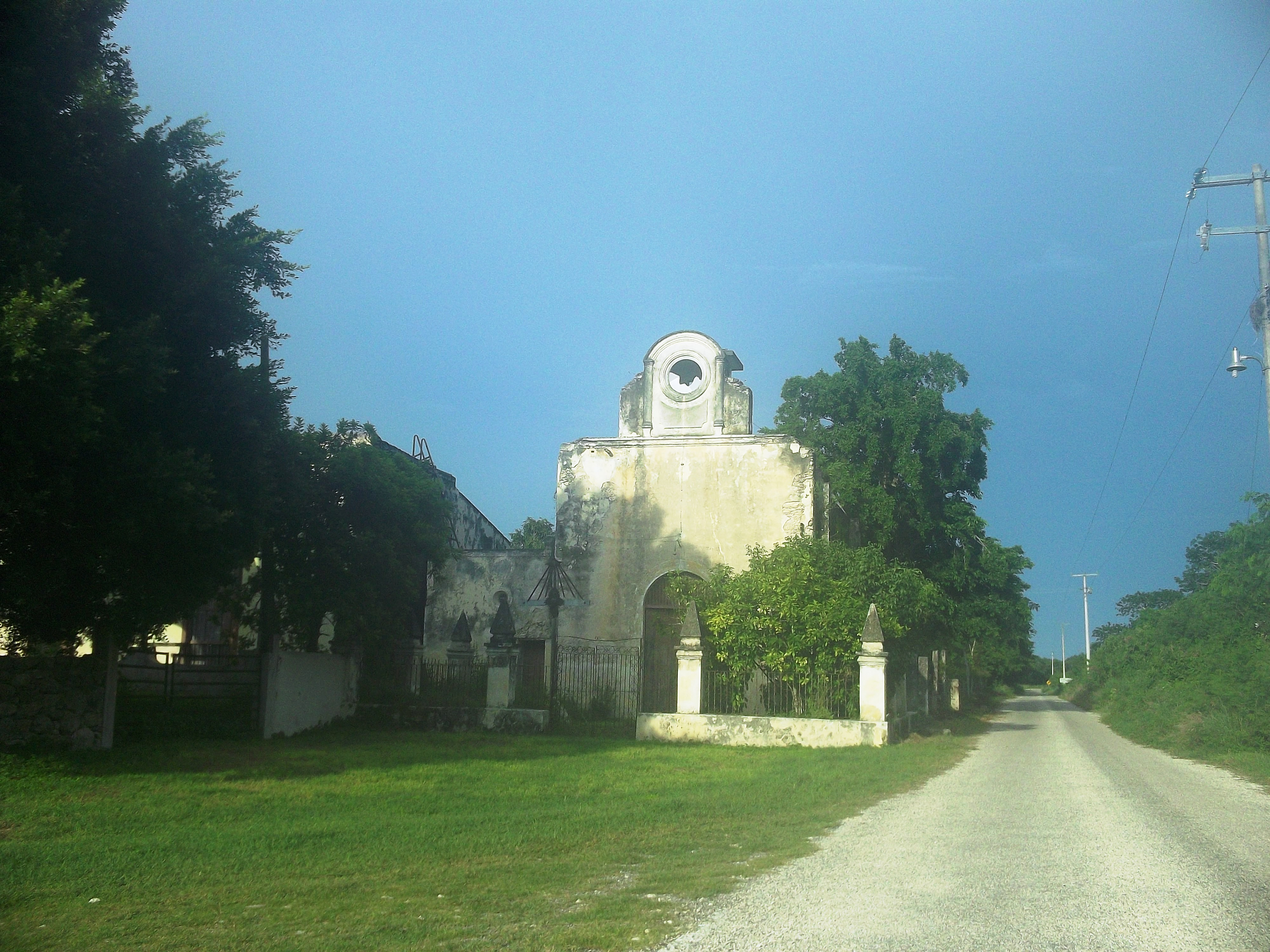
Iglesia de San Nicolás.